# Grad

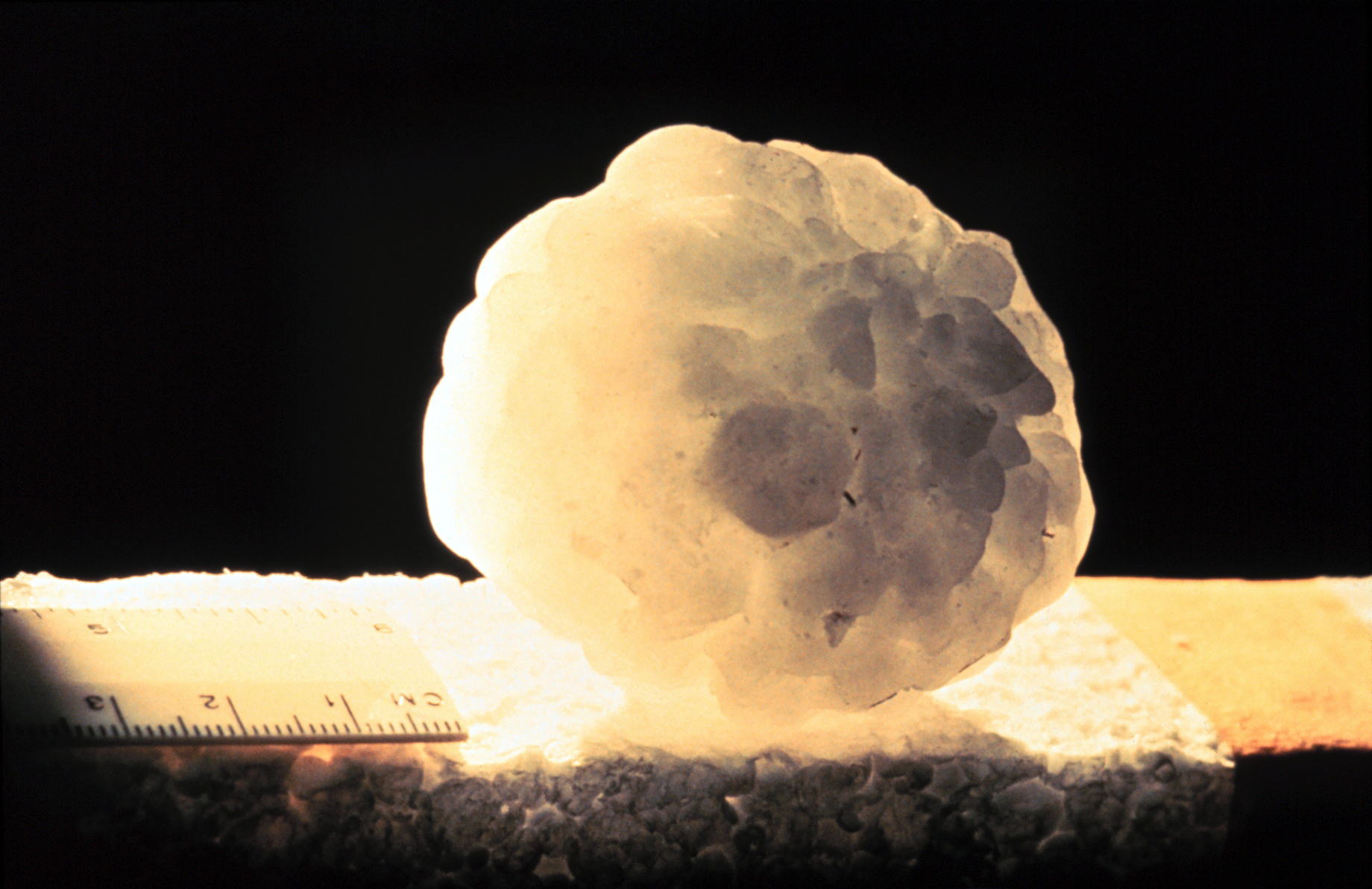
Gradzina powstała z połączenia mniejszych bryłek

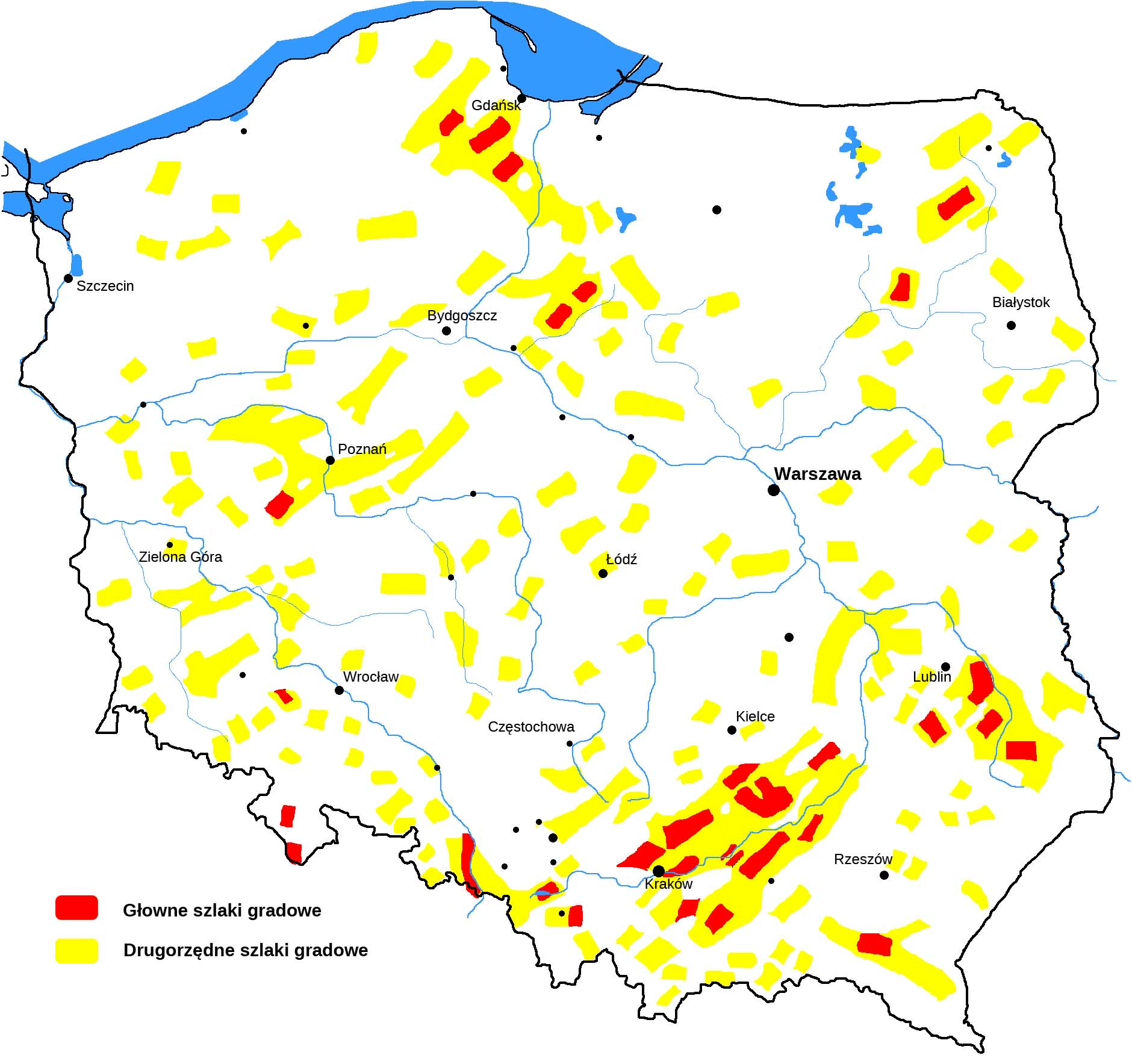
Szlaki gradowe w Polsce według C. Koźmińskiego 1990

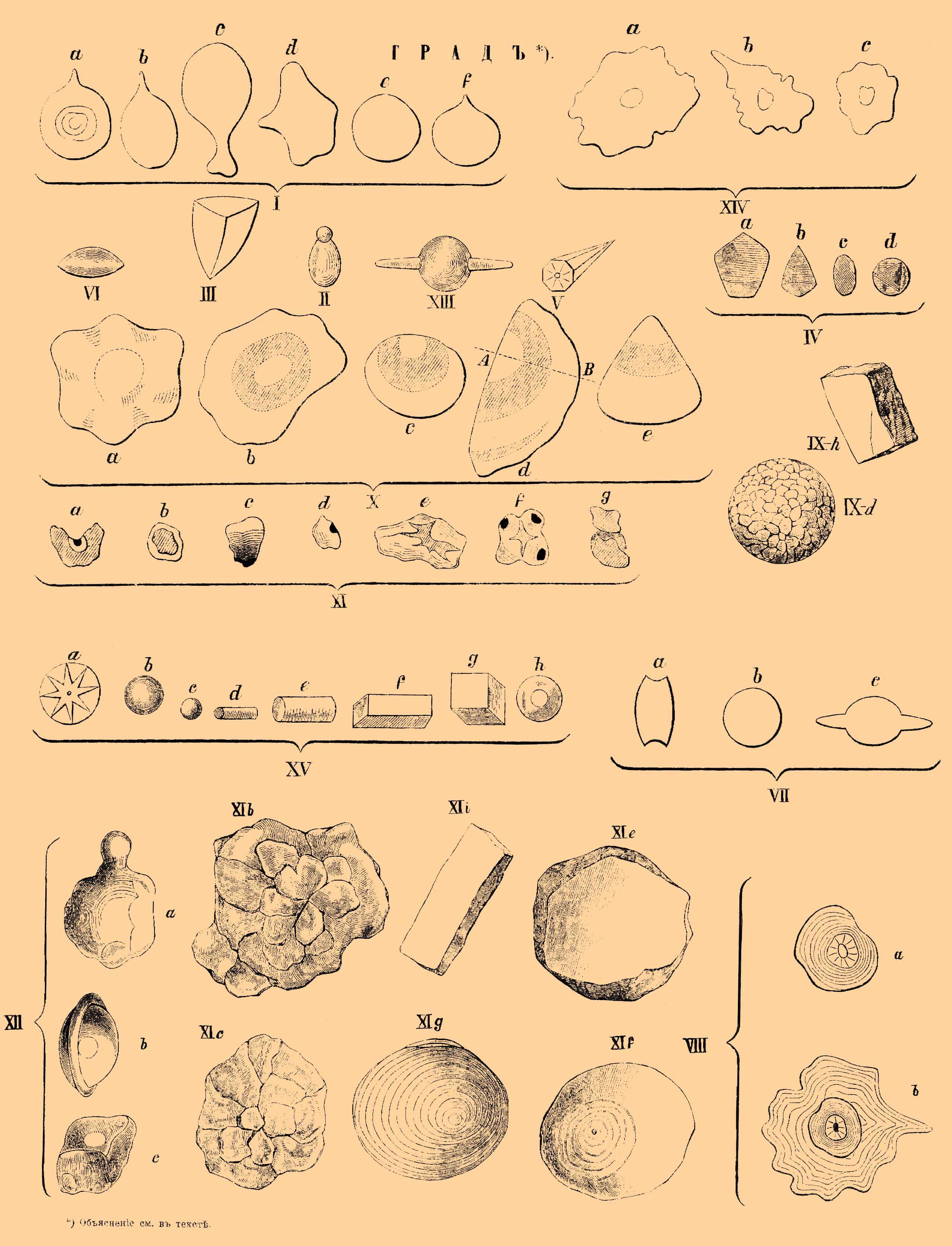
Różne kształty gradzin

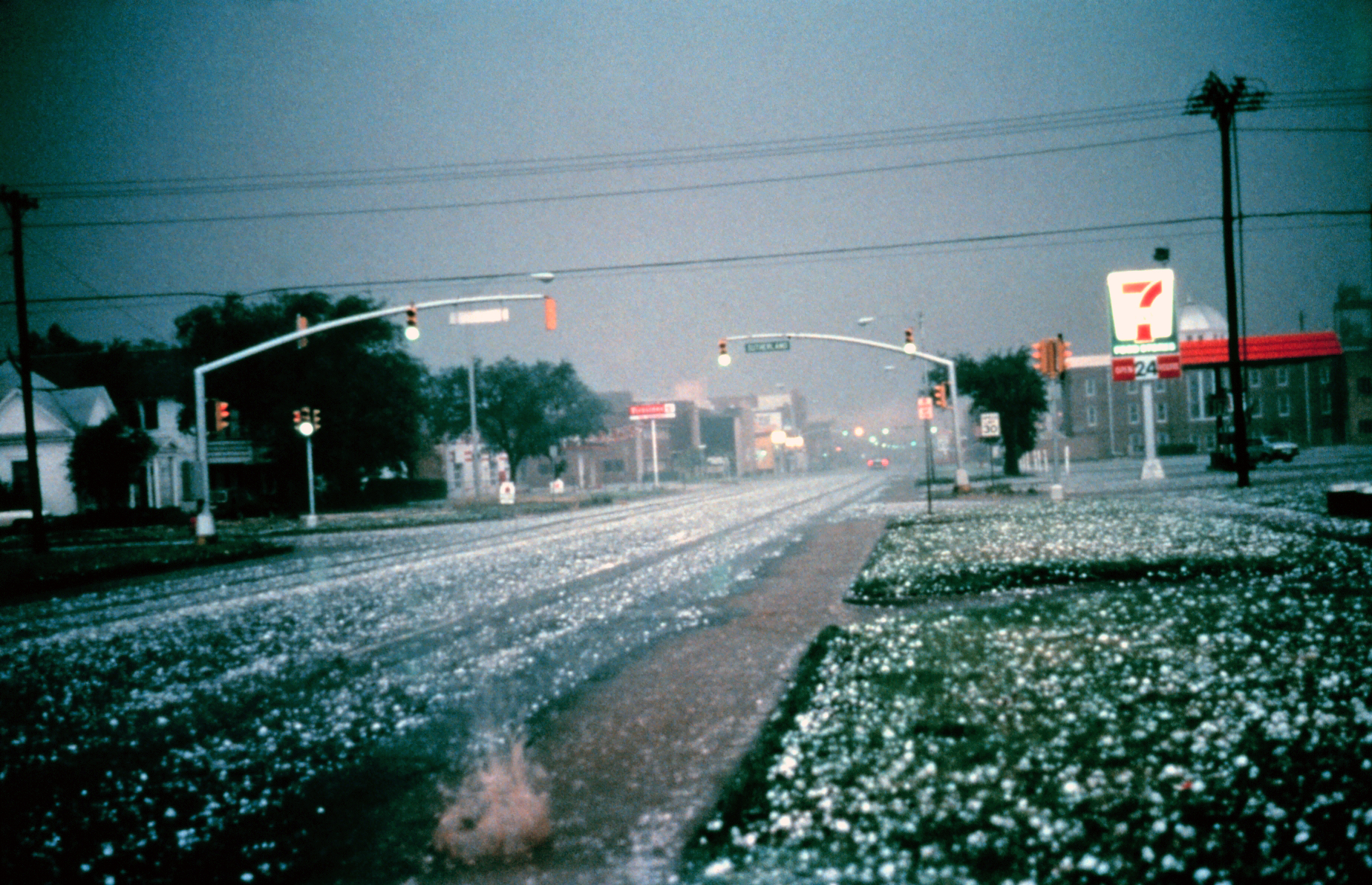
Efekt gradobicia

Grad – opad atmosferyczny (hydrometeor) w postaci nieforemnych bryłek lodu (nazywanych gradzinami lub gradowinami) o średnicy rzędu 5–50 mm i większej. W przekroju gradziny widać naprzemienne warstewki przezroczystego lodu i nieprzezroczystego śniegu.
Opad gradu następuje w ciepłej porze roku najczęściej w okresie od maja do sierpnia, w temperaturze powyżej 0 °C, z mocno rozbudowanych chmur typu cumulonimbus, i bywa połączony z silnym opadem deszczu. Najbardziej intensywne i najczęstsze opady gradu zdarzają się w strefie zwrotnikowej, natomiast w strefie podbiegunowej nie występują. W Polsce opad gradu najczęściej notowany jest w gorącej, wilgotnej masie powietrza zwrotnikowego lub w trakcie przechodzenia frontów chłodnych wypierających zalegające powietrze zwrotnikowe.
symbole synoptyczne gradu. 
W niektórych miejscach opady gradu zdarzają się wyjątkowo często, podczas gdy w innych pobliskich niezwykle rzadko albo wcale. Obszary większego prawdopodobieństwa występowania gradu nazywa się "szlakami gradowymi".

## Geneza – powstawanie gradzin
Zaczątkiem gradziny, jej jądrem, jest kryształek lodu, formujący się w środkowej części chmury kłębiastej deszczowej. Po natrafieniu na prąd wstępujący, dostaje się do górnej chłodniejszej warstwy chmury burzowej, gdzie powoli obrasta śnieżnymi kryształkami. Szybkość wznoszenia zależy od miejsca w chmurze. Po pewnym czasie, pod wpływem własnego ciężaru lub przejścia do obszaru o słabszym wznoszeniu, protogradzina zaczyna opadać, po drodze przelatując przez coraz cieplejsze warstwy, bogatsze w kropelki wody przechłodzonej. Kropla wody przechłodzonej po zetknięciu z jeszcze chłodniejszymi kryształkami lodu natychmiast rozpływa się i krystalizuje, zatrzymując w sobie pęcherzyki powietrza, co sprawia, że powstały lód jest nieprzezroczysty. Jednak kolejne zderzenia z przechłodzonymi kropelkami wody tworzą przezroczystą lodową warstewkę. Ponowne wyniesienie w górną warstwę chmury przez silny prąd wstępujący powoduje utworzenie kolejnej warstwy śnieżnej. Cykl przymarzania kolejnych warstewek lodu trwa, ponieważ powstające gradziny są unoszone przez prąd wstępujący do szczytowych części chmury, następnie opadają w kierunku podstawy chmury, po czym znowu są unoszone. Dowodem na wyżej opisaną wędrówkę są naprzemienne nieprzezroczyste i przezroczyste warstewki tworzące gradzinę. Bryłki gradu opadają na ziemię dopiero wtedy, gdy stają się zbyt ciężkie dla prądu wstępującego. Prędkość spadania gradzin może osiągać 160 km/h.

## Zagrożenie

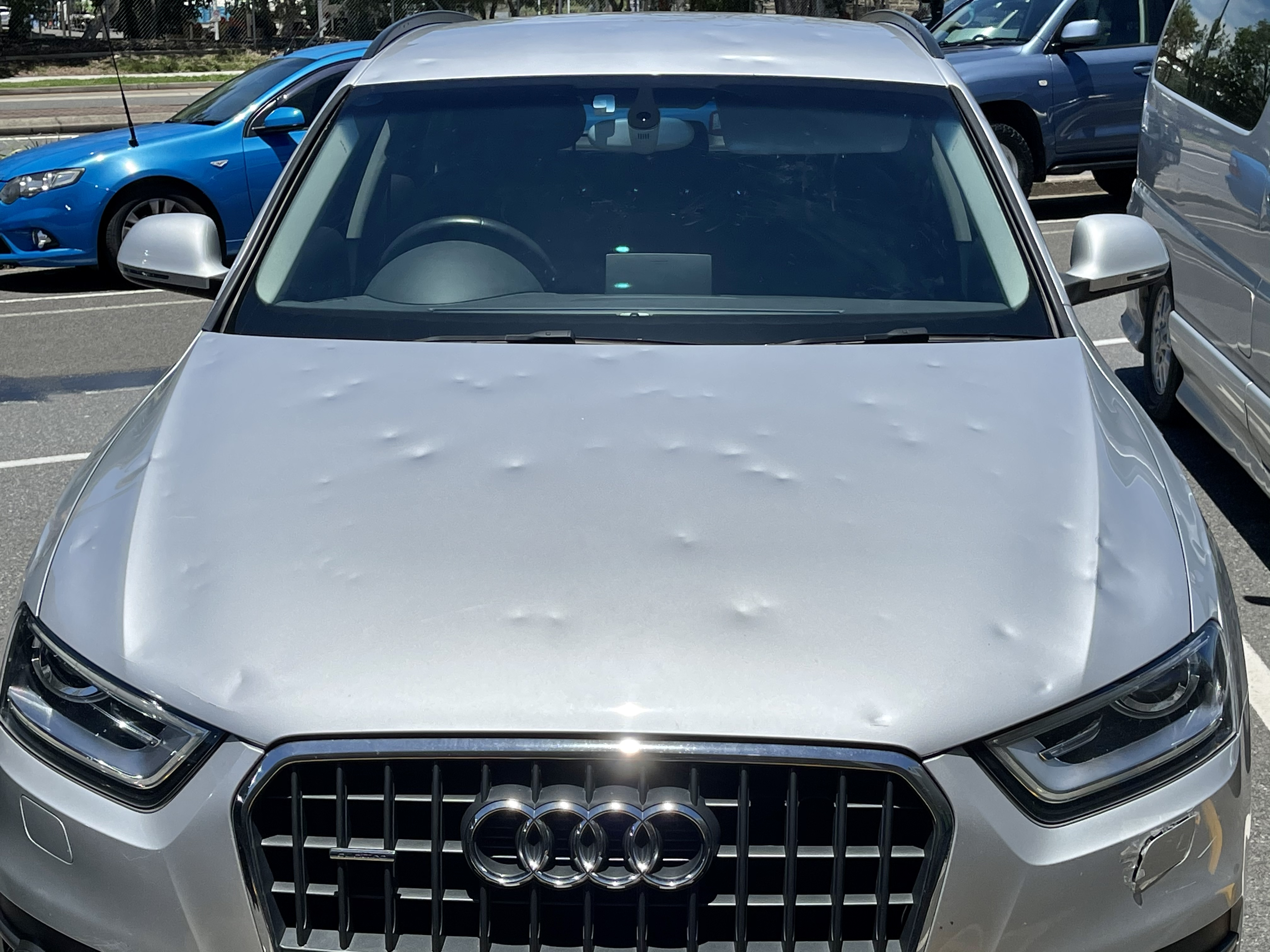
Wgniecenia w karoserii samochodu spowodowane uderzeniami gradzin

Obfity opad gradu ze szczególnie dużymi gradzinami, tzw. gradobicie, może trwać nawet kilka godzin i spowodować znaczące straty, w szczególności w rolnictwie. Gradziny większe od 7 cm stwarzają zagrożenie dla życia człowieka.
W strefach tropikalnych ruchy konwekcyjne, dzięki dużemu nagrzaniu powierzchni ziemi i dolnych warstw powietrza, sięgają znacznie wyżej, niż w umiarkowanych szerokościach geograficznych. Skutkuje to tworzeniem się dużo większych gradzin. W Indiach bryły lodu mają często masę od kilkunastu do kilkuset gramów, a grad wielkości cytryn nie jest niczym wyjątkowym. 6 marca 1981 r. w Navag Maudii w Pakistanie burza gradowa pozbawiła życia 35 osób, nie licząc znacznych strat w uprawach i zabudowaniach.

## Historyczne przypadki gradobić w Polsce

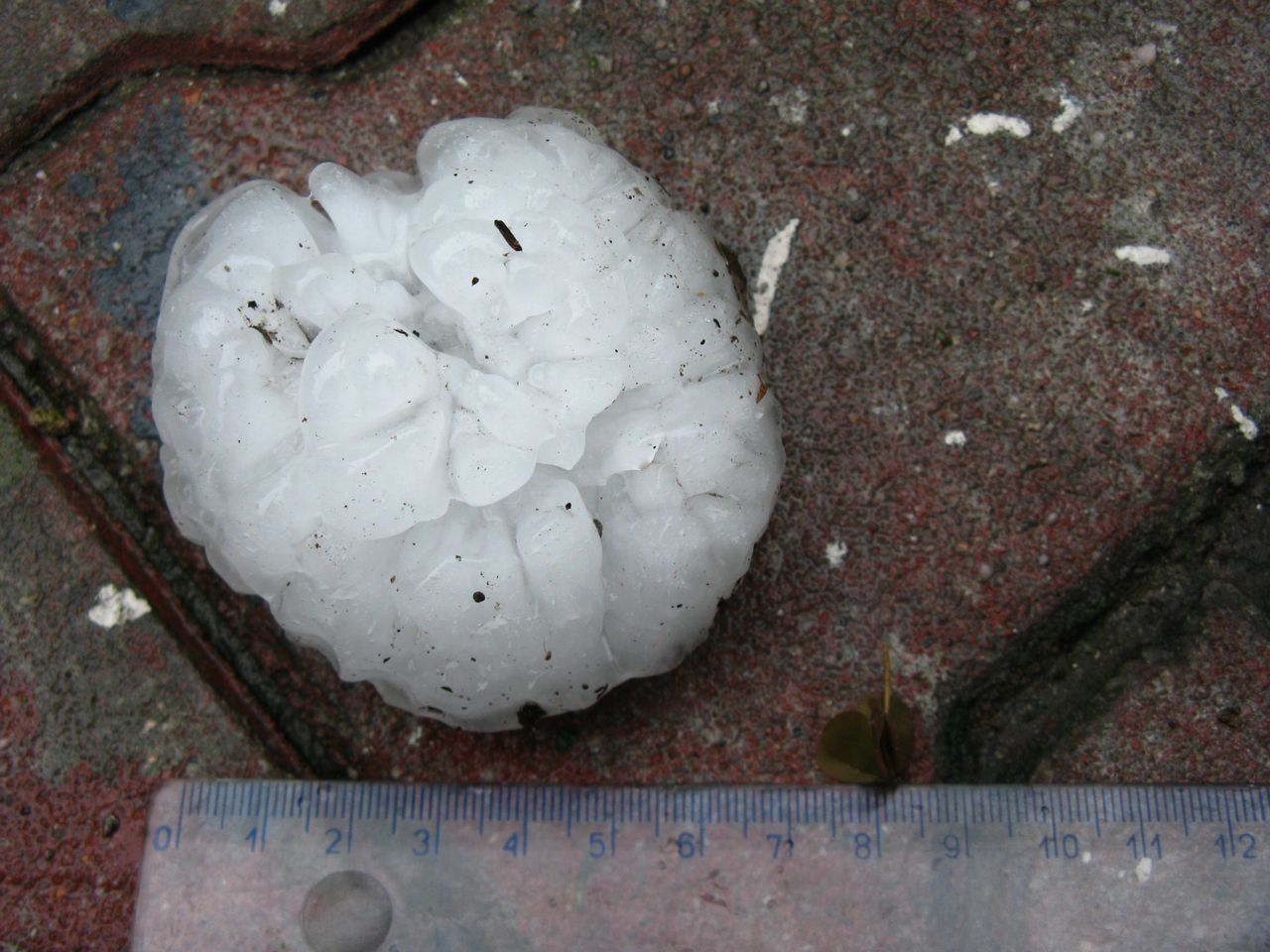
Siedmiocentymetrowa bryłka gradu. Katowice, sierpień 2008

- w 1851 roku w Lubelszczyźnie „spadł grad wielkości kurzego jaja. […] W godzinę po niej [burzy] na zniszczonych polach znajdowano wybite bociany, zające i różne ptactwo. Rozdzierający był widok tego smutnego obrazu, któremu towarzyszyły płacz i narzekania dotkniętych niedolą wieśniaków”. W tym samym czasie w obwodzie wadowickim spadł grad wielkości kurzego jaja – „zabijał ptactwo domowe, zające po polach i wielu ludzi pokaleczył”[9].
- w 1867 w Wielkopolsce „padały także całe bryły lodu”, „krom wróbli prawie wszystkie ptaki pozabijane. W Turzy grad tak zbił człowieka, że go do domu całego skrwawionego przynieść musiano. Wielu oberwało sińce i guzy”, „młody drób, gąsięta i kaczki w wielu wsiach grad powybijał; mnóstwo zaś nieżywych skowronków, kuropatw, czajek, a nawet dzikich kaczek i młodych zajęcy i naocznemu świadkowi mogą służyć za dowód gwałtowności i wielkości gradu”, „koń padł na miejscu” i „kuropatwy znajdziesz pobite, a nawet i gęsi, czterołótowe kawały lodu zabijały, który do pokoju przyniesiony i ważony jeszcze trzy łóty miał wagi"[10].
- w 1873 w Kąkolnikach „bryła gradu zabiła jednego chłopca”. W osadzie leśnej Podłazie pod Częstochową „spadł grad wielkości, jakiej starsi ludzie nie pamiętają. Do porównania użyć potrzeba już nie orzecha, nie pięści, ale bochenka chleba. Jakoż wielka bryła lodu padła na dach domu mieszkalnego, przebiła go i przez uszkodzony nieco pułap dostała się do pokoju” i „drób pobity na miazgę, kształtów jego rozpoznać nie było można. Bydło pokaleczone”. W Górce Duchownej po burzy „w strugach i potokach pływa mnóstwo pobitych wróbli i większego ptactwa”[11].

## Rekordowe gradziny
- 14 sierpnia 1986 roku na miasto Gopalganj w Bangladeszu spadł rekordowy grad. Gradziny ważyły kilogram, a zmrożona z kilku lodowych kul bryła gradowa osiągnęła masę 4 kg.
- 23 lipca 2010 roku na miejscowość Vivian w Dakocie Południowej spadł grad o średnicy 20 cm. Największa gradzina ważyła pierwotnie 0,8 kg i miała obwód 47 cm[12].
- 24 czerwca 2021 roku w Tomaszowie Mazowieckim udokumentowano największą gradzinę w historii obserwacji w Polsce. Średnica gradu osiągnęła 13,5 cm[13].

## Religia

### Katolicyzm

#### Biblia

##### Stary Testament
- Według Biblii[14], Bóg zesłał siódmą plagą egipską, którą było niszczycielskie gradobicie (Wj 9). "I spadł grad na całą ziemię egipską, na wszystko, co było na polu. Grad zniszczył ludzi, zwierzęta i wszelką trawę polną oraz złamał każde drzewo na polu. Tylko w ziemi Goszen, gdzie byli Izraelici, nie było gradu."(Wj 9, 25–26).
- W trakcie bitwy Izraelitów z Amorytami oblegającymi Gibeon (Joz 10), napisano "Gdy w czasie ucieczki przed Izraelem byli na zboczu pod Bet-Choron, Pan zrzucał na nich z nieba ogromne kamienie aż do Azeki, tak że wyginęli. I więcej ich zmarło wskutek kamieni gradowych, niż ich zginęło od miecza Izraelitów." (Joz 10, 11).

##### Nowy Testament
W opisie pierwszej z apokaliptycznych siedmiu trąb wspomniano o gradzie i ogniu pomieszanych z krwią, które spadły na ziemię (Ap 8,7). 
Grad wspomniany jest również podczas opisu otwarcia Świątyni Boga: "Potem Świątynia Boga w niebie się otwarła,
i Arka Jego Przymierza ukazała się w Jego Świątyni, a nastąpiły błyskawice, głosy, gromy, trzęsienie ziemi i wielki grad." (Ap 11,19).
W opisie siedmiu czasz gniewu Bożego, po wylaniu ostatniej na ludzi m.in. spadły bryły gradu o wadze około talentu, a ludzie bluźnili Bogu za ową plagę(Ap 16, 21).